# Andreas Ljungman
Andreas Ljungman, född 31 januari 1872 i Valla församling, Göteborgs och Bohus län, död 4 februari 1939, var en svensk ingenjör och industriman. Han var son till Carl Ljungman
Ljungman utexaminerades från Kungliga Tekniska högskolans avdelning för mekanik 1894. Han innehade 1894–1903 ingenjörsbefattningar vid mekaniska verkstäder, var verkställande direktör för AB Diesels Motorer 1903–15 (ledamot i bolagets styrelse 1904–15), prokurist och chef för firman Nydqvist & Holm i Trollhättan, 1916, verkställande direktör för (och styrelseledamot i) Nydqvist & Holm AB 1916–20, i Bergsunds Mekaniska Verkstads AB 1921–23 (styrelseledamot 1921–24) och 1923–27 verkställande direktör i AB Lindholmen-Motala och disponent för dess avdelning Motala Verkstad (sedan 1924 ledamot av dess styrelse). Han var därjämte ledamot eller ordförande i ett antal andra industriella bolags styrelser samt i Sveriges verkstadsförening, vars överstyrelse han tillhörde från 1923. Sedan 1921 var han ledamot av tull- och traktatkommittén.